# Siergiej Koboziew
Siergiej Koboziew (ur. 20 lipca 1964 w Kostromie, zm. 8 listopada 1995 w Livingston) – rosyjski bokser zawodowy. 

## Kariera zawodowa
Zadebiutował 31 marca 1990 nokautując w szóstej rundzie Andrieja Korotajewa. 17 lutego 1991 w swojej szóstej walce zdobył mistrzostwo Związku Radzieckiego w wadze junior ciężkiej nokautując w siódmej rundzie Aleksandra Mitrofanowa. Po serii dwunastu zwycięstw 12 sierpnia 1993 zmierzył się z niepokonanym wówczas przyszłym mistrzem świata wagi ciężkiej Johnem Ruizem wygrywając niejednogłośną decyzją. 30 czerwca 1994 zdobył pas USBA wagi junior ciężkiej pokonując przez techniczną decyzję w ósmej rundzie byłego mistrza WBA Roberta Danielsa. Pas ten skutecznie obronił w swojej następnej walce 27 sierpnia 1994 pokonując przez TKO w dziesiątej rundzie. Po stoczeniu trzech kolejnych zwycięstwach 24 października 1995 zmierzył się z Marcelo Fabiánem Domínguezem, gdzie stawką pojedynku było tymczasowe mistrzostwo WBC. Pojedynek zakończył się niejednogłośnym zwycięstwem argentyńskiego mistrza, tym samym Koboziew poniósł pierwszą porażkę na zawodowych ringach.

## Śmierć
Koboziew zaginął zaledwie dwa tygodnie po przegranej walce z Domínguezem, jego szczątki zostały znalezione przez FBI w marcu 1999 roku zakopane na terenie posiadłości uważanego wówczas za numer dwa w rosyjskiej mafii Aleksandra Spitczenki w Livingston. Został zamordowany przez dwóch rosyjskich gangsterów Aleksandra Nosowa i Wasilija Jermichina. Trzeci z podejrzanych o morderstwo Natan Gozman był nieuchwytny dla wymiaru sprawiedliwości aż do lutego 2005 roku, gdy został aresztowany w Polsce i deportowany do Stanów Zjednoczonych. W wyniku śledztwa prokuratorzy ustalili, że w 1995 roku oskarżeni popadli w konflikt z Koboziewem, gdy Aleksander Nosow został wyrzucony z restauracji na Brooklynie za wszczęcie bójki przez pracującego tam w charakterze ochroniarza Koboziewa. Kilka dni po tym incydencie trzeci z oskarżonych Natan Gozman spotkał Koboziewa w warsztacie samochodowym i wezwał tam dwóch pozostałych gangsterów. Po przybyciu na miejsce Nosow postrzelił boksera. Gdy przestępcy zorientowali się, że ofiara wciąż żyje, przewieźli ją do posiadłości Aleksandra Spitczenki, gdzie bokser został zamordowany, a jego zwłoki zakopane.